# عنصر مجموعة رئيسي

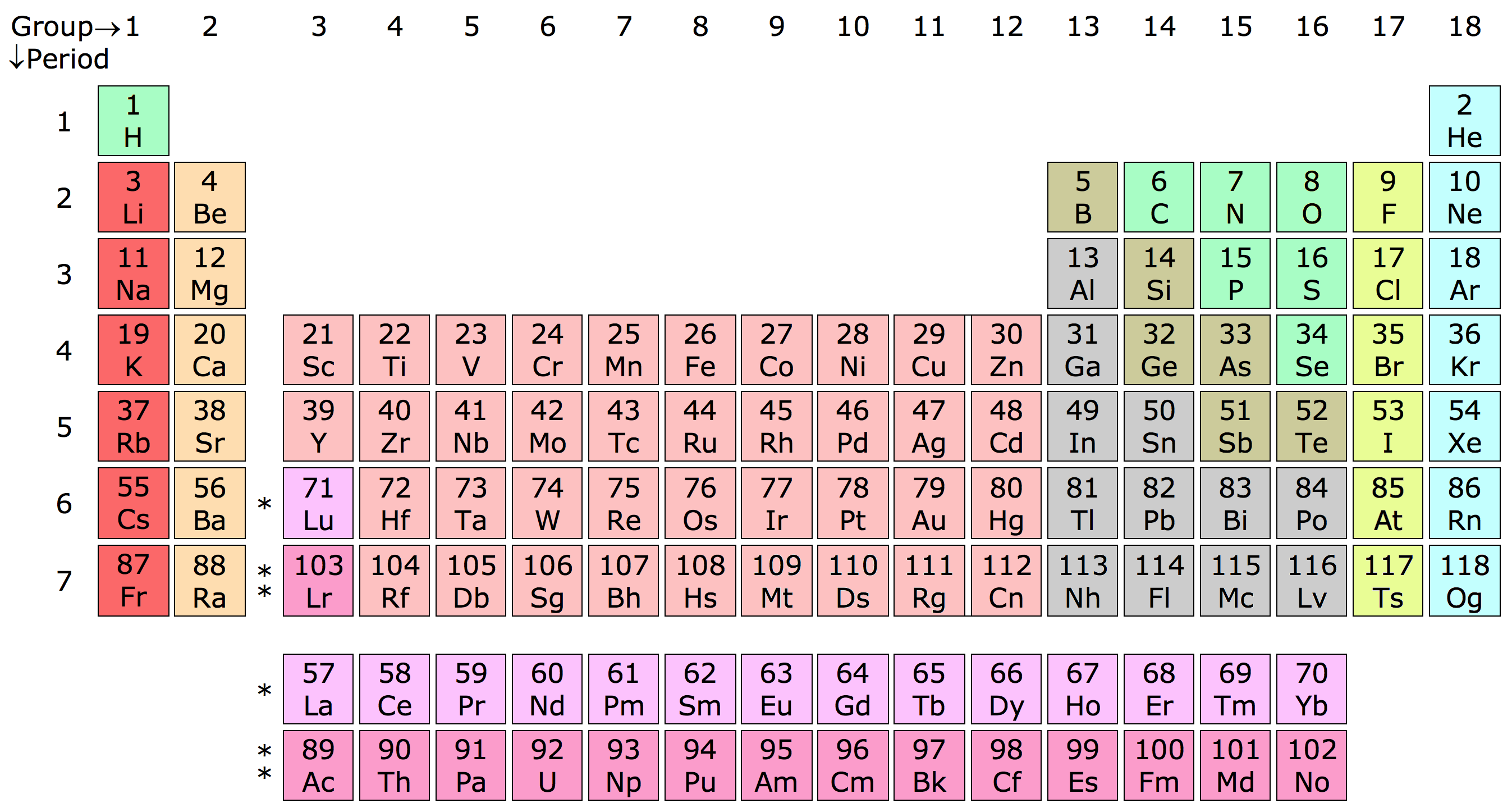

في علم الكيمياء والفيزياء الذرية تكون عناصر المجموعات الرئيسي هي المجموعات الممثلة باخف عنصر بها وذلك كالتالي : الهيدروجين والبيريليوم والبورون والكربون والنيتروجين والأكسجين والفلور والهيليوم كما موضح بالجدول الدوري.
كما أن عناصر المجموعات الأساسية ( مع بعض الفلزات الانتقالية الخفيفة ) هي العناصر الأكثر تواجدا في الأرض، والنظام الشمسي والكون .